# La edad de la peseta
La edad de la peseta es una película dirigida por Pavel Giroud, estrenada en el 31° Festival de Cine de Toronto, candidata por Cuba a los Premios Óscar, Nominada a los Premios Goya en su 22.ª edición. Este film se alzó con el premio India Catalina a mejor película en el Festival Internacional de Cine de Cartagena; los Premios Coral a la mejor fotografía, mejor dirección de Arte y el premio Glaubert Rocha en el Festival de Cine de La Habana; el Nueva Visión Award a la mejor película hispanoamericana en el Festival de cine de Santa Bárbara y el Cris Holter en el San Francisco International Film Festival. Fue la película inaugural del Festival de Cine de Lima, donde obtuvo el 2° Premio del Público y multi-premiada en Cine Ceará, Sto. Domingo, Mérida, Cero Latitud. Fue reconocida la mejor película cubana del año y seleccionada como Candidata Cubana a los Premios Oscar. La revista Variety la clasificó como "un encantador filme de iniciación".

## Argumento
En La Habana de 1958 una familia compuesta por Alicia y su hijo Samuel de diez años, regresa una vez más, después del último de los fracasos amorosos de la joven e insegura madre, a la casa de Violeta, la abuela materna del niño. Allí se encuentran con el rechazo de la huraña señora de manías acentuadas, y muy pocos deseos de compartir su resguardada privacidad. Entre el torbellino de contradicciones entre madre y abuela el niño trata de adaptarse, pero en esta ocasión no será como las anteriores, esta vez comienzan a emerger las necesidades de su edad, desatando una serie de inquietudes que conducirán a la transformación de Samuel, quien pasa de la sumisión y la conformidad a una rebeldía que marcará para siempre su vida cercana. 